# محمد نديم فاضل
محمد نديم فاضل (1355- 1446 هـ / 1936- 2025 م) عالم نحوي ومحقِّق سوري، ومعلم مربٍّ، وأستاذ جامعي. زوجته الداعية المربية الدكتورة ليلى عبد الرزاق الأنصاري.

## ولادته وتحصيله
وُلد الشيخ محمد نديم بن محمد بن إبراهيم فاضل في حلب، يوم الأربعاء 11 ربيع الآخر 1355هـ الموافق 1 يوليو (تمُّوز) 1936م، في حيٍّ عريق من أحيائها القديمة وهو حيُّ الماوردي، ويسمَّى (الألمجي: أي بائع التفاح)، ونشأ في أسرة ميسورة عُرفت بتمسُّكها بدينها وأخلاقها.
تعلَّم قراءة القرآن الكريم ومبادئ العلوم العربية والشرعية في كُتَّاب الحي، ودرس المرحلة الابتدائية في المدرسة الهاشمية (كانت كنيسة وصارت مدرسة وغدت تُعرَف فيما بعد بثانوية أسماء بنت أبي بكر)، والإعدادية في مدرسة سيف الدولة، والثانوية بفرعها العلمي في التجهيز الأولى (ثانوية المأمون) ونال شهادتها سنة 1956. لكنَّ حبَّه للغة العربية وميوله الأدبية دفعه ليتابع دراسته في كلية الآداب والعلوم الإنسانية بجامعة دمشق، فانتسب إلى قسم اللغة العربية وآدابها فيها عام 1959، نال الإجازة منها (ليسانس) عام 1963.
وكان من أهمِّ أساتذته في الجامعة: سعيد الأفغاني، ود. شكري فيصل، ود. صبحي الصالح، وأحمد راتب النفاخ، ومحمد المبارك، وغيرهم من كبار أعلام الأدب والعربية. وأكثر من تأثَّر به الأستاذان: الأفغاني وفيصل.
حصل على شهادة دبلوم عامَّة في التربية من كلية التربية بجامعة دمشق عام 1964. ودرس الدبلوم اللغوي في كلية الآداب والعلوم الإنسانية بالجامعة اللبنانية في بيروت سنة 1969.
قرأ القرآن الكريم برواية حفص عن عاصم على شيخ قراء مصر عبد الفتَّاح السيِّد المرصفي، وأجازه به. وأجازه شيخ قرَّاء حماة سعيد العبد الله بقراءة عاصم براوييه شُعبة وحَفْص بمضمَّن الشاطبية، عام 1410هـ/ 1990م في مكة المكرَّمة، ومن أهمِّ مشايخه الذين تخرَّج بهم: د. عبد الفتاح أبو غدَّة، وأحمد القلَّاش.
تابع دراسته العليا فحصل على شهادة (ماجستير) من جامعة القرآن الكريم والعلوم الإسلامية في السودان، عن تحقيقه كتاب "الجَنى الدَّاني في حروف المعاني" للحسن بن قاسم المُرادي (ت 749هـ)، ثم نال شهادة (دكتوراه) في النحو والصرف بتقدير ممتاز، عام 1418هـ/ 1998م، عن أطروحة بعنوان: "التضمين النحوي في القرآن الكريم"، أشرف عليه فيها د. أحمد علي الإمام، مدير جامعة القرآن الكريم (الخرطوم) ومستشار رئيس الجمهورية لشؤون التأصيل حينئذ.

## أساتذته وشيوخه
- سعيد الأفغاني
- د. شكري فيصل
- د. صبحي الصالح
- أحمد راتب النفَّاخ
- محمد المبارك
- عبد الفتَّاح السيِّد المرصفي
- سعيد العبد الله
- عبد الفتاح أبو غدَّة
- أحمد القلاش
- د. أحمد علي الإمام

## عمله
عمل أثناء دراسته في دمشق موظفًا في مجلس تفتيش الدولة. ولمَّا تخرَّج عاد إلى حلب، وعمل في تعليم اللغة العربية لطلَّاب المرحلة الإعدادية في السفيرة قرب حلب، ثم في مدينة حلب في الثانوية الشرعية شهرًا فقط، ثم في ثانوية المتنبي بحيِّ الجميلية ظنًّا، ثم في ثانوية هنانو، وثانوية جورج سالم الصناعية، وثانوية عبد الرحمن الكواكبي، وغيرها من الثانويات.
سُجن عام 1979 سنة كاملة لنشاطه الديني والتوجيهي، وكان ناشطًا في حلب مع الأستاذ عادل كنعان، فقدِمَ إلى المملكة العربية السعودية عام 1980م، وتعاقد مع وِزارة التعليم فيها فعمل في جُدَّة سنوات، ثم استقرَّ في المدينة المنوَّرة مدرِّسًا للغة العربية في ثانوية طيبة، ثم في قسم اللغة العربية بجامعة طيبة - قسم البنات.

## كتبه وآثاره
1. الجَنى الداني في حروف المعاني، للحسن بن قاسم المُرادي، تحقيق بمشاركة د. فخر الدين قباوة، نال به شهادة الماجستير، وصدرت له طبعات كثيرة. ط1، المكتبة العربية بحلب، 1393هـ/ 1973م.[6] ط2، دار الآفاق الجديدة ببيروت. ط3، دار الكتب العلمية ببيروت 1992.[7]، ط 4 دار الملتقى بحلب 2007. ط5، دار السلام بالقاهرة.
2. التضمين النحوي في القرآن الكريم، وقد أمضى في عمله هذا أكثر من خمس وعشرين سنة ونال به شهادة الدكتوراه، وصدر في مجلدين عن دار الزمان بالمدينة المنورة 2005.[8]
3. التضمين في الكتاب المبين، دراسة واسعة، وهو الطبعة الثانية للكتاب السابق وفيه زيادات مهمة عن الأولى، صدر في مجلد واحد عن دار الخلود ببيروت 2013.[9][10]
4. الإعجاز اللغوي في الكتاب المبين.

غلاف التضمين النحوي في القرآن
غلاف التضمين في الكتاب المبين

غلاف الجنى الداني الطبعة الأولى
غلاف الجنى الداني الطبعة الثانية

وللشيخ بحوث أخرى في النحو واللغة والصوتيات، ونشر مقالات علمية في مواقع عدة.

## أسرته
زوجته الداعية المربية ليلى بنت عبد الرزاق الأنصاري وهي من حلب، دكتورة في الدراسات الإسلامية، درَّست في جامعة الملك عبد العزيز بجُدَّة خمس سنوات متعاقدة، ولديها مؤلَّفات دعوية مثل: "قد أفلح المؤمنون" و"ماخلا جسد من حسد" و"هذه دنياكم"، ولهما من الأبناء الذكور أربعة : محمد وهو حاصل على دكتوراه في التفسير، وحسان وهو أيضًا حاصل على دكتوراه في الحديث، ومجاهد، وشهيد وهو متخصص في إدارة الأعمال.
ومن الإناث اثنتان: فاطمة وهي متخصصة في الدراسات الإسلامية، وزينب متخصصة في الأدب الإنكليزي.

## قيل عنه
- وصفه الباحث المؤرِّخ محمد عدنان كاتبي بقوله: «جميل الوجه، نحيف الجسم، أبيض البشَرة، ربعة بين الرجال. كريم النفس واليد، آلف مألوف، متواضع، شديد الخوف من الله، نزيه عفيف، متواضع، لا يحبُّ الغيبة ولا يسمح بها في مجلسه، يكره المديح والإطراء، فإذا حصل في مجلسه مدحٌ له أو ثناءٌ عليه غضب ونهض وترك المجلس. يقول عنه صديقه الأستاذ محمد علي كاتبي: "عرفت الشيخ منذ أكثر من خمسين عامًا فتعلَّمت منه طالبًا، وزاملته في العمل والتدريس، ورافقته في جلِّ مراحل الحياة، فلا والله ما رأيت منه إلا كلَّ خير وفضيلة"».[3]
- أثنى د. أحمد محمد الخراط على كتابه التضمين قائلًا: «لا أعلم دراسة علمية في المكتبة اللغوية القرآنية تناولت موضوع التضمين بمثل هذا السبر العميق، والاستعراض النظري ثم التطبيقي ، مع المرور بطائفة واسعة من المظان الأصيلة التي ألمَّت بالمسألة».[14]
- قال تلميذه المنشد الإسلامي محمد منذر سرميني (أبو الجود): «كان محمد نديم فاضل أستاذَ اللغة العربية في ثانوية عبد الرحمن الكواكبي بحلب عام ١٩٧١، وكنت في وقتها طالبًا في مرحلة البكالوريا، والمرحوم كان أستاذنا. تشرَّبتُ منه التذوُّق للمفردة العربية، وتعلَّمت كيف تُصاغ الجملة المفيدة».[2]

## وفاته
توفي محمد نديم فاضل في المدينة المنوَّرة، مساء الخميس 13 رمضان 1446هـ الموافق 13 مارس (آذار) 2025م، عن عمر ناهز إحدى وتسعين سنة هجرية، وصُلي عليه بالمسجد النبوي الشريف عقب صلاة الجمعة 14 رمضان 1446هـ الموافق 14 مارس 2025م، ودُفن في مقبرة البقيع.

## الملاحظات
1. ↑  هي كلمة تركية، ألما: تعني تفاح، وجي: علامة النسبة، فيكون المعنى: بائع التفَّاح
2. ↑  ترجم له محمد عدنان كاتبي وذكر أنه حصل على الدكتوراه من جامعة أم درمان  كلية القرآن الكريم عام 2000، وهذا خطأ منه، والصواب ما ذُكر في المقالة وَفقًا للوثائق.[5]

## وصلات خارجية
- كتاب (التضمين النحوي في القرآن الكريم. د. محمد نديم فاضل) عرض| د. عبد الرحمن الشهري
- التضمين النحوي في القرآن الكريم - محمد فاضل - من برنامج الخزانة مع د. عبد الله البطاطي